# Fusillade de 2023 à Auckland
La fusillade de 2023 à Auckland est une fusillade de masse qui a eu lieu dans la matinée du 20 juillet 2023 dans le quartier central des affaires d'Auckland, en Nouvelle-Zélande. Trois personnes ont été tuées, dont le tireur, Matu Tangi Matua Reid, âgé de 24 ans,,.

## Contexte
La deuxième fusillade la plus meurtrière du pays a eu lieu en 1990 à Aramoana, la plus meurtrière étant l'attaque terroriste à Christchurch en 2019, après laquelle un programme de rachat d'armes à feu a été organisé. La loi de 2019 sur les armes (armes à feu, chargeurs et pièces détachées interdits) a été adoptée par la Chambre des représentants de la Nouvelle-Zélande le 10 avril 2019.
Le tireur purgeait une peine de détention à domicile depuis mars 2023 après avoir été reconnu coupable de blessures volontaires et de violences familiales. Il n'avait pas de permis de port d'arme.

## Déroulement
Le 20 juillet 2023, Matu Tangi Matua Reid est entré dans le Deloitte Centre près du Commercial Bay Shopping Centre dans le CBD d'Auckland, qui était alors en cours de rénovation, avec un fusil à pompe. Il a ouvert le feu sur le chantier vers 7 h 22 (heure d'Auckland), tuant deux personnes. Reid s'est déplacé dans le bâtiment tout en tirant, et s'est finalement isolé dans un ascenseur aux niveaux supérieurs. La police est arrivée à 7 h 34, et la brigade des délinquants armés quatre minutes plus tard. Les agents sont entrés dans le bâtiment pendant que Reid tirait. Outre les morts, il y a eu d'autres blessés, y compris parmi les policiers. Reid a été retrouvé mort,. Il avait déjà travaillé sur le même chantier.
Sept des personnes blessées l'ont été par balle et trois par d'autres moyens.

## Réactions
Le quartier de Queen Street et Quay Street a été bouclé. La fusillade a été signalée comme inhabituelle en Nouvelle-Zélande et comme survenant le jour du premier match de la Coupe du monde féminine de football 2023.
Le Premier ministre néo-zélandais, Chris Hipkins, a publié un communiqué de presse indiquant qu'il n'y avait pas de risque pour la sécurité nationale et que le niveau de menace terroriste du pays ne serait pas modifié. Le commissaire de police néo-zélandais, Andrew Coster, a présenté ses condoléances aux familles et aux amis des victimes.
Auckland Transport exploite un terminal de ferry à proximité du lieu de l'incident, ainsi que des trains et des bus. Dans un premier temps, ils n'ont pas fermé le service de ferry, mais ont détourné les bus de la station Britomart, située à proximité. Plus tard dans la journée, ils ont annoncé qu'ils allaient procéder à un examen de leur réaction afin d'assurer la sécurité des passagers, en particulier dans le cas du ferry.

### Coupe du monde féminine
Le match d'ouverture de la Coupe du monde féminine 2023 entre la Nouvelle-Zélande et la Norvège a débuté comme prévu dans la soirée du 20 juillet 2023 à l'Eden Park d'Auckland. Hipkins a reconnu que « le coup d'envoi de la Coupe du monde de la FIFA ce soir attire clairement l'attention sur Auckland » ; il a déclaré que le gouvernement néo-zélandais s'était entretenu avec la FIFA et que la Coupe du monde de football féminin se déroulerait comme prévu. Un représentant de Football Australia a déclaré que la fusillade n'était pas liée à la Coupe du monde.
L'incident a eu lieu à l'extérieur de l'hôtel M, où l'équipe de Norvège séjournait avant le match, et à proximité de la fan zone. La capitaine norvégienne Maren Mjelde a déclaré que les membres de l'équipe avaient été réveillés par des hélicoptères de la police, mais qu'elles s'étaient « senties en sécurité tout le temps » ; d'autres joueuses avaient pris leur petit-déjeuner au rez-de-chaussée et ont été gardées à l'intérieur par la sécurité lorsque le confinement a été mis en place. Une porte-parole de l'équipe a déclaré que la préparation du match n'avait pas été affectée. L'équipe des États-Unis, qui devait jouer le 22 juillet 2023, a également rapporté avoir entendu la fusillade, mais a déclaré qu'elle était également en sécurité.
Le FIFA Fan Festival, qui devait s'ouvrir le 20 juillet dans le CBD d'Auckland au Cloud, a été annulé pour la journée et il est prévu de l'ouvrir le 21 juillet à midi. Une minute de silence a été observée juste avant le match d'ouverture en hommage aux victimes de la fusillade.